# 血鹦鹉鱼
血鸚鵡鱼，又叫做紅財神、財神魚、鸚鵡魚，是橘色雙冠麗魚（Amphilophus citrinellus）和紫紅火口（Vieja melanura）的人工雜交魚，而不是一個自然的物種。產於臺灣。
其體形近似球形或卵圓形，背圓、尾鰭發達，全身幾乎血紅色，長著可愛的三角嘴，總似笑不合口， 因此深受魚迷們喜愛。血鸚鵡強健狀碩，適合水質廣泛，水溫適宜25至28℃，血鸚鵡食性廣泛，愛吃小活魚、蝦和赤蟲，也會攻擊同類，性格兇殘，切勿只單養兩隻在魚缸，宜群體一起養才可。
血鸚鵡由三位台灣生物學家蔡健發、陳延清、陳建志於民國77至78年首次雜交成功，北部由邰港、中部由文珍、南部由芝林經銷，初期由於保密關係沒有人知道來源，一度被宣傳為南美洲發現的新種。
由於血鸚鵡是兩種不同物種雜交所產生的新物種，所以牠們自身是無法繁殖後代，必須要用紅魔鬼和紫紅火口雜交培育。
血鸚鵡也有公母魚之分，配對後會產卵，但就是不會孵化成小魚。如果拿血鸚鵡的母魚和花羅漢及其他一些慈鯛配則有成功育種的案例。所以血鸚鵡應該是只有母魚具有生育能力。